# Virgílio do Carmo da Silva
Mons. Virgílio do Carmo da Silva S.D.B. (* 27. listopadu 1967 Venilale) je východotimorský katolický kněz, biskup, od roku 2019 metropolitní arcibiskup diliský, a kardinál.

## Stručný životopis
Byl vychován u salesiánů, a do této kongregace také vstoupil. Po složení slavných slibů byl v roce 1998 vysvěcen na kněze, v roce 2007 získal licenciát ze spirituální teologie na Papežské salesiánské univerzitě v Římě. V roce 2015 se stal salesiánským provinciálem ve Východním Timoru, roku 2016 jej papež František jmenoval biskupem v Dili a po jejím povýšení na metropolitní arcibiskupství v roce 2019 se stal prvním arcibiskupem.

## Kardinálská kreace
Dne 29. května 2022 papež František ohlásil, že v konzistoři 27. srpna 2022 jmenuje 21 nových kardinálů, mezi nimi i Virgília do Carma da Silvu, který se tak stane prvním východotimorským kardinálem.
Jmenován kardinálem byl ve třídě (ordo) kardinál-kněz s titulem Sant'Alberto Magno.